# Vilniaus duona

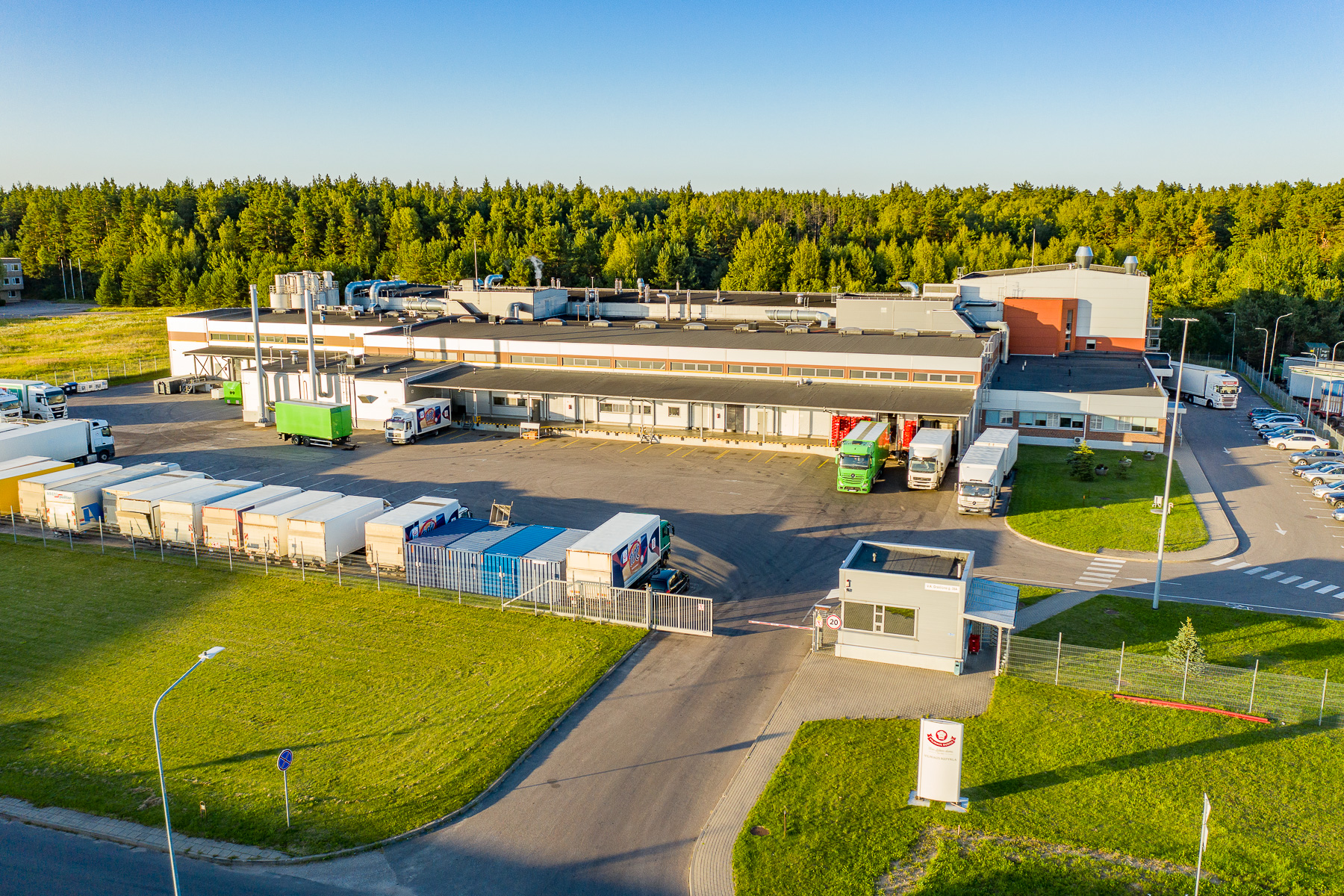
Bäckerei in Vilnius

Vilniaus duona (dt. 'Vilnius Brot') ist ein Lebensmittelunternehmen in der litauischen Hauptstadt Vilnius.

## Geschichte
1882 wurde eine große Dampf-Bäckerei für die Armee gebaut. Damals gab es 119 Arbeiter. Man backte das Brot mit der Masse von 21 Pfund. 1895 backte man 378.311 Pud (1 Pud: 16,38 kg) Brot. 1944 wurde das Kombinat Vilniaus duonos kombinatas in Sowjetlitauen gegründet. Neben der Hauptbäckerei gab es  15 kleinere Bäckereien. 1990 wurde Vilniaus duonos pramonės gamybinis susivienijimas zum Staatsbetrieb Valstybinė įmonė „Vilniaus duona“. 2000 gab es  1.586 Mitarbeiter. Seit 2002 gehört das Unternehmen über das Unternehmen "Baltvestica" dem skandinavischen  "Vaasan Group"  (Finnland) und ist Mitglied der Gruppe Lantmännen.